# موتور علیزاده
موتور علیزاده یا علی‌آباد، روستایی در دهستان حومه بخش مرکزی شهرستان ایرانشهر در استان سیستان و بلوچستان ایران است.

## جمعیت
بر پایه سرشماری عمومی نفوس و مسکن در سال ۱۳۹۵، جمعیت این روستا برابر با ۱۰۱ نفر (۲۴ خانوار) بوده‌است.